# Cyrus Vance
Pour les articles homonymes, voir Cyrus Vance, Jr. et Vance.
Cyrus Roberts Vance, né le 27 mars 1917 à Clarksburg (Virginie-Occidentale) et mort le 12 janvier 2002 à New York (New York), est un homme politique américain. Membre du Parti démocrate, il est secrétaire d'État des États-Unis entre 1977 et 1980 dans l'administration du président Jimmy Carter.
Partisan de la négociation sur le recours à la force et l'escalade vers les conflits armées, il démissionne en avril 1980 pour protester contre une mission secrète organisée pour libérer les otages américains en Iran.

## Biographie

### Origines et études
Orphelin, Cyrus Vance est adopté par son oncle, John W. Davis, un célèbre juriste et homme politique démocrate. Diplômé de la Kent School en 1935 et en droit de l'université Yale en 1942, Cyrus Vance fait son service dans l'US Navy jusqu'en 1946.

### Carrière professionnelle et politique
Sa carrière professionnelle se déroule dans un cabinet juridique de New York avant son entrée au gouvernement comme secrétaire aux armées du président John F. Kennedy. C'est à ce titre qu'il envoie l'US Army dans le nord du Mississippi pour permettre l'intégration d'étudiants noirs dans les universités de l'un des États les plus ségrégationnistes du sud.
Il est ensuite sous-secrétaire à la Défense dans l'administration du président Lyndon Johnson et soutient dans un premier temps la guerre du Viêt Nam, avant de changer d'avis à la fin des années 1960.
En 1968, il est délégué à la conférence sur la paix à Paris.
En 1977, il devient secrétaire d'État des États-Unis (affaires étrangères) dans l'administration Carter. Son expérience en fait un pacifiste et relance les négociations et le renforcement des liens économiques avec l'Union soviétique.

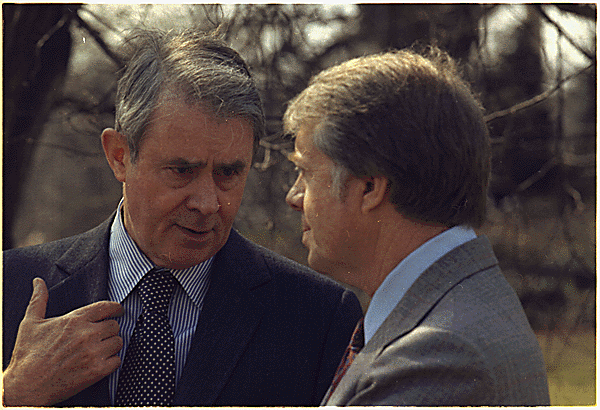
Cyrus Vance et le président Jimmy Carter, le 3 juillet 1977.

« Colombe », il est en conflit permanent avec le conseiller à la sécurité nationale Zbigniew Brzezinski.
Il tente également d'avancer sur les programmes de limitations d'armes nucléaires (accords SALT II) avec l'URSS. Il est un acteur central de la décision gouvernementale redonnant la zone du Canal à Panama et dans les accords de Camp David entre Israël et l'Égypte d'Anouar el-Sadate. En octobre 1977, il tente également d'imposer au gouvernement rhodésien et aux mouvements de guérilla noirs un projet de règlement anglo-américain pour rétablir la légalité en Rhodésie mais sans succès.
Fin janvier-début février 1978 à Malte,  il tenta encore en compagnie du secrétaire britannique au Foreign Office David Owen et de Andrew Young, l'ambassadeur américain aux Nations unies de convaincre les leaders du Front patriotique, Joshua Nkomo et Robert Mugabe d’accepter le plan anglo-américain de règlement négocié en Rhodésie sans succès. Une négociation faite au moment même ou le premier ministre rhodésien, Ian Smith mène depuis le mois de décembre 1977, des négociations internes avec les leaders noirs rhodésiens modérés, l'évêque Abel Muzorewa et le révérend Ndabaningi Sitholé, ainsi que le chef Jeremiah Chirau.    
Ses pourparlers avec la Chine seront marginalisés à la suite de la chute du shah d'Iran et il doit faire face à la prise d'otages à l’ambassade américaine de Téhéran. Dans le même temps, l'URSS envahit l'Afghanistan.
En avril 1980, Cyrus Vance démissionne à la suite d'une expédition militaire secrète organisée pour libérer les otages américains en Iran sans qu'il en soit informé et qui échoue lamentablement.
Par la suite, alors qu'il était retourné à son métier d'avocat, il interviendra encore dans quelques missions diplomatiques en tant qu'envoyé spécial de l'ONU pour la Bosnie-Herzégovine et en Croatie ou en tant qu'observateur en Afrique du Sud au milieu des années 1990.
Il est membre dans les années 1990 du conseil d’administration du New York Times. Il siège aussi au conseil de General Dynamics, l’une des principales firmes militaires du pays.

### Fin de vie
Il est mort le 12 janvier 2002 de la maladie d'Alzheimer. Son épouse est décédée en 2008. Son fils Cyrus Vance, Jr. est depuis 2010 procureur du comté de New York.

## Dans la fiction
Dans le film Argo, son rôle est interprété par Bob Gunton.